# Elecciones presidenciales de Palestina de 2005
Las segundas elecciones para elegir al Presidente de la Autoridad Nacional Palestina se realizaron el 9 de enero de 2005 poco después del fallecimiento de Yasser Arafat, quien había ejercido el cargo durante una década. Resultó elegido en el cargo uno de los hombres más cercanos a Arafat, Mahmoud Abbas del partido Fatah. 
Abbas venció con el 66% de los votos, su más inmediato rival fue el médico y activista Mustafa Barghouti quien fue candidato independiente y obtuvo 19%. Barghouti denunció que la campaña había sido obstaculizada por Israel y que no se le permitió realizar actividades proselitistas en Jerusalén Este, Gaza y Nablús, donde no se le permitió ingresar. El candidato socialista Bassam al-Salhi hizo similares denuncias. Los partidos radicales islámicos Hamás y Yihad Islámica llamaron al boicot. 
Durante el proceso se denunciaron otras dificultades para lograr el ejercicio del voto en los territorios ocupados, como fueron las dificultades que enfrentaban algunos palestinos para votar al tener que pasar por puntos de chequeo, toques de queda e imposibilidad de llegar a los centros de votación por bloqueo israelí. Estas acciones israelíes fueron criticadas por encargado de las relaciones exterior de la Unión Europea Javier Solana.